# Sander's List Orchid Hybrids Addendum 2002-2004
Sander's List of Orchid Hybrids. Addendum 2002-2004 (abreviado Sander's List Orchid Hybrids Addendum 2002-2004) es un libro con ilustraciones y descripciones botánicas que fue escrito  y publicado en el año 2005 con ISBN 1902896556.